# Grodysławice-Kolonia
Grodysławice-Kolonia – kolonia w Polsce położona w województwie lubelskim, w powiecie tomaszowskim, w gminie Rachanie.
W latach 1975–1998 miejscowość administracyjnie należała do województwa zamojskiego.
Miejscowość stanowi sołectwo gminy Rachanie. Według Narodowego Spisu Powszechnego z roku 2011 kolonia liczyła 165 mieszkańców.
Wierni Kościoła rzymskokatolickiego należą do parafii Matki Bożej Królowej Świata w Grodysławicach.